# Club Sport Marítimo "B"
El Club Sport Marítimo "B" es un equipo de fútbol de Portugal que juega en la Liga Regional de Madeira, la quinta liga de fútbol más importante del país.

## Historia
Fue fundado en el año 1999 en la ciudad de Funchal, en las islas de Madeira y es el principal equipo reserva del CS Marítimo, el cual juega en la Primeira Liga, por lo que no es elegible para jugar en ella ni tampoco puede jugar la Taça de Portugal ni la Taça da Liga. 
Fue uno de los equipos reservas en ser elegidos para jugar en la Liga de Honra en la temporada 2012/13 junto al SC Portugal B, FC Porto B, SC Braga B y SL Benfica B, pero a diferencia de estos, el Club Sport Marítimo B no desapareció al terminar la temporada 2005/06, ya que se mantuvo activo en la Liga ZON Sagres, uno de los niveles amateur de Portugal.
Retornó a la Liga de Honra a cambio de cumplir con un reglamento especial de equipos B, pero a diferencia de los otros equipos B, Club Sport Marítimo B castiga a los jugadores del primer equipo con bajo rendimiento y los manda a jugar en el equipo B, y los del equipo reserva que muestran un buen rendimiento los promueven al primer equipo. Se compone principalmente por jugadores menores de 23 años, aunque el reglamento les permite tener 3 jugadores que superen ese límite de edad.